# Stevia polycephala
Stevia polycephala là một loài thực vật có hoa trong họ Cúc. Loài này được Bertol. miêu tả khoa học đầu tiên năm 1840.